# Acanthocephalus criniae
Acanthocephalus criniae är en hakmaskart som beskrevs av Anow 1971. Acanthocephalus criniae ingår i släktet Acanthocephalus och familjen Echinorhynchidae. Inga underarter finns listade i Catalogue of Life.